# Brian Olsen (calciatore)
Brian Olsen (22 agosto 1985) è un ex calciatore faroese, di ruolo centrocampista.

## Carriera

### Club
Ha giocato nella prima divisione faroese.

### Nazionale
Nel 2009 ha giocato 2 partite con la nazionale faroese.